# Experimento en laboratorio
En epidemiología se denomina experimento de laboratorio a un estudio epidemiológico, analítico, caracterizado por una duración limitada de menos de un mes, en la que la población estadística está restringida a voluntarios autoseleccionados.

## Objetivos de un estudio en laboratorio
1. Probar hipótesis etiológicas en relación con modas de comportamiento y efectos biológicos.
2. Sugerir la eficacia de la intervención para modificar factores de riesgo en una población.